# Грейзер, Брайан
Брайан Томас Грейзер (англ.  Brian Thomas Grazer; род. 12 июля 1951 года) — американский продюсер и сценарист. Работает в киноиндустрии более 35 лет. Лауреат премии «Оскар» за фильм «Игры разума». В целом был трижды номинирован на соискание премии «Оскар» как лучший продюсер и сценарист.

## Фильмография
1. Ночная смена (1982)
2. Всплеск (1984, также сценарист)
3. Шпионы, как мы (1985)
4. Вооружен и опасен (1986, также сценарист)
5. Родители (1989)
6. Детсадовский полицейский (1990)
7. Плакса (1990)
8. Обратная тяга (1991)
9. Моя дочь (1991)
10. Бумеранг (1992)
11. Далеко-далеко (1992)
12. Хозяйка дома (1992, также сценарист)
13. Тюремный блок 4 (1993)
14. Консьерж (1993)
15. Газета (1994)
16. Жадность (1994)
17. Моя дочь 2 (1994)
18. У ковбоев так принято (1994)
19. Аполлон-13 (1995)
20. Выкуп (1996)
21. Лжец, лжец (1996)
22. Сержант Билко (1996)
23. Страх (1996)
24. Чокнутый профессор (1996)
25. Меркурий в опасности (1998)
26. Психоз (1998)
27. Клёвый парень (1999)
28. Пожизненно (1999)
29. Эд из телевизора (1999)
30. Чокнутый профессор 2: Семья Клампов (2000)
31. Гринч — похититель Рождества (2001)
32. 24 часа (2001)
33. Игры разума (2001)
34. Аполлон 13: Версия IMAX (2002)
35. 8 миля (2002)
36. Голубая волна (2002)
37. Кот в шляпе (2003)
38. Невыносимая жестокость (2003)
39. Иллюзия полета (2005)
40. Аферисты: Дик и Джейн развлекаются (2005)
41. Нокдаун (2005)
42. Не пойман — не вор (2006)
43. Код Да Винчи (2006)
44. Гангстер (2007)
45. Фрост против Никсона (2008)
46. Подмена (2008)
47. Ангелы и демоны (2009)
48. Робин Гуд (2010)
49. Не сдавайся (2011)
50. Ковбои против пришельцев (2011)
51. Как украсть небоскрёб (2011)
52. Дилемма (2011)
53. Как прожить с родителями всю оставшуюся жизнь (2012)
54. Дж. Эдгар (2012)
55. Кэти Перри: Частичка меня (2012)
56. Гонка (2013)
57. В сердце моря (2015)
58. Любите Куперов (2015)
59. Огнестрел (2016)
60. Доктор Шанс (2016)
61. Сделано в Америке (2017)
62. Шпион, который меня кинул (2018)
63. Wu-Tang: Американская сага (2019)